# Pterolophia agraria
Pterolophia agraria là một loài bọ cánh cứng trong họ Cerambycidae.